# Гораванска пустиња
44° 43′ 50″ С; 39° 53′ 40″ И / 44.73069° С; 39.89433° И
Гораванска пустиња (јерм. Գոռավանի անապատ) представља пешчано полупустињско подручје у југозападној Јерменији. Простире се уз леву обалу Аракса, на крајњем југоистоку марза Арарат, а јужно од насеља Веди и Гораванк. Са истока је ограничена планином Урц (надморске висине 2.425 метара). Гораванска пустиња представља последњи остатак некада пространих пустињских подручја која су се простирала дуж тока Аракса, а која су сулед људске активности претворена у обрадива подручја.
Налази се на надморској висини између 900 и 950 метара. Просечна температура ваздуха на годишњем нивоу је око 12 °C, са минимумом од -25 °C и максимумом температура од 42 °C.
Карактеришу је бројне пешчане дине, чији песак је доста умртвљен пошумљавањем. 
Површина целог подручја је око 250 до 300 хектара. Подручје је под заштитом државе. 